# Cadena de Prensa del Movimiento

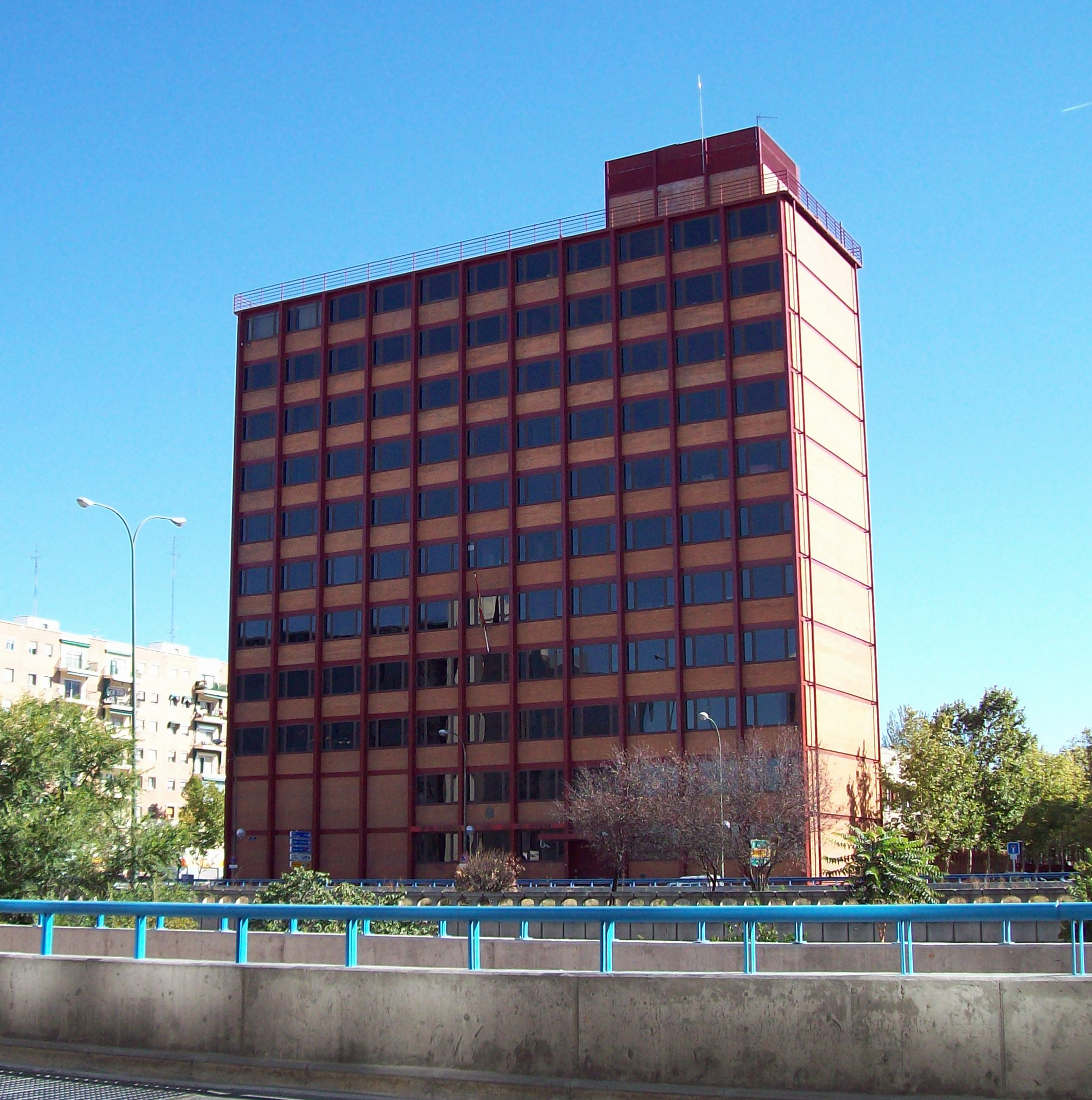
Sede del diario Arriba en Madrid, que constituyó el medio más emblemático de la prensa del «Movimiento».

La Cadena de Prensa del Movimiento fue un grupo periodístico español que existió durante la dictadura franquista y que pertenecía al partido único del régimen, Falange Española Tradicionalista y de las JONS (FET y de las JONS). El grupo nació después de que una ley estatal del 13 de julio de 1940 entregara al partido único la propiedad de todas las publicaciones, imprentas y rotativas que habían sido incautadas por el Estado franquista durante la guerra civil española y en la inmediata posguerra a los partidos y organizaciones del bando republicano. Todos estos bienes pasaron a formar parte del patrimonio de la Delegación Nacional de Prensa y Propaganda de FET y de las JONS, que pasó a controlar más de cuarenta diarios. 
La prensa del movimiento constituyó un importante elemento propagandístico para el Régimen franquista.
Tras la muerte de Franco y el desmontaje de la dictadura, durante la Transición el grupo fue renombrado como Medios de Comunicación Social del Estado (MCSE). Este organismo sobrevivió durante algunos años hasta ser disuelto por ley. El desmantelamiento de la antigua Prensa del Movimiento continuó hasta 1984, con su liquidación definitiva.

## Historia

### Nacimiento y consolidación
Tras el estallido de la guerra civil española, las fuerzas del Bando sublevado se habían hecho control de numerosos diarios, editoriales y rotativas pertenecientes a aquellos que eran considerados enemigos. Todas estas publicaciones —así como imprentas, rotativas y emisoras de radio— pasaron a quedar bajo control de la Delegación Nacional de Prensa y Propaganda. La libertad de expresión desapareció pues todos los periódicos quedaron sometidos a la censura previa establecida en la Ley de Prensa de 1938. Las autoridades franquistas prohibieron todos los periódicos liberales, republicanos y de izquierdas y sus bienes terminaron siendo incautados por el Estado. Finalmente, la ley de 13 de julio de 1940 le entregó la completa propiedad de los medios incautados a la Delegación Nacional de Prensa y Propaganda de FET y de las JONS.
Esto supuso el nacimiento de lo que habría de ser conocido como «prensa del Movimiento». En el momento de su constitución, formaban parte de ella unos 40 diarios, entre los que destacaban Arriba —órgano oficial de FET y de las JONS— y Pueblo —el periódico de la Organización Sindical Española—. No obstante, la publicación que mayor tirada tendría y que sería la más leída por el público fue el diario deportivo Marca, que empezó a publicarse con carácter diario a partir de 1942. El diario Arriba constituyó el órgano doctrinal del régimen franquista, llegando incluso a marcar la línea editorial de muchos diarios provinciales. De todos los periódicos de la prensa del movimiento, el diario pamplonica Arriba España era el primero que había empezado a publicarse —lo fue a partir del 1 de agosto de 1936—. En el ámbito provincial y/o local, hubo casos en que la prensa del movimiento llegó casi a disponer de un régimen de monopolio periodístico. Esta situación privilegiada frente a la prensa independiente se vio muy reforzada cuando una orden ministerial del 1 de mayo de 1941 eximió a la prensa del Movimiento de tener que pasar por la censura previa de las autoridades.
La cadena de Prensa del Movimiento constituyó el grupo empresarial más importante del Estado franquista.
El 28 de enero de 1947, Sociedad Editora Universal —antigua propietaria de los periódicos Heraldo de Madrid y El Liberal, de Madrid; El Liberal, de Sevilla; El Liberal, de Murcia, y El Defensor, de Granada— formuló a FET y de las JONS un requerimiento notarial exigiéndole la devolución de sus bienes, pero la petición no llegaría a nada.
Los diarios de la cadena de prensa del movimiento compartían parte de su material entre ellos. Un ejemplo de esto fue el suplemento infantil "La hora del recreo" del diario Levante, cuyo éxito en ventas llevó a que fuera adquirido por otros 14 diarios del grupo periodístico. La cadena de prensa dispuso de una editorial propia —Ediciones del Movimiento— y también de una agencia de noticias, Pyresa (Prensa y Radio Española).
A mediados de la década de 1950 la influencia de la Prensa del Movimiento tenía un enorme peso: en 1956, de los 104 diarios publicados en la España metropolitana y en las colonias, 38 pertenecían al Movimiento, lo que suponía que un 32 % de la prensa española estaba en manos del partido único. Sin embargo, conforme pasó el tiempo la influencia de la prensa del partido disminuyó: si en 1945 el 41 % de la prensa española estaba controlada por FET y de las JONS, para 1970 solo contraba un 26 %.
A lo largo de su historia el grupo periodístico tuvo problemas económicos, especialmente por falta rentabilidad. En la dirección y administración de estas publicaciones solían premiar criterios de carácter político y no criterios económicos. Sus últimos años supusieron una sangría a las arcas públicas. Desde 1966 a 1970 los beneficios cayeron desde los 44 547 529 pesetas hasta los 5 443 134. A partir de esa fecha la cifra siguió cayendo y el resultado entró en pérdidas, con un resultado de -74 309 865 pesetas en 1975. En 1975 la mala situación económica de la cadena de prensa estatal mostraba la inviabilidad del proyecto. Emilio Romero, el nuevo Delegado Nacional de Prensa y Radio en 1975, ante aquella tesitura propuso el cierre de los diarios más deficitarios —entre otros, Amanecer en Zaragoza, Diario de Cuenca, La Voz de Castilla en Burgos, Pueblo Gallego en Vigo, La Prensa en Barcelona o Libertad en Valladolid—. Sin embargo, la medida solo se llevó a efecto en parte: en el verano de 1975 se cerró Arriba España, y hasta mediados de 1976 ya habían cerrado Jornada, La Voz de Castilla, Sevilla, La Tarde y Voluntad.

### Últimos años
Tras la muerte de Franco y encarando un futuro incierto, durante el tardofranquismo el grupo sufrió varios cambios. En abril de 1977 tanto FET y de las JONS como la Delegación Nacional de Prensa y Propaganda fueron disueltos por el gobierno de Adolfo Suárez. Tras ello, el Decreto ley 708/1977 del 15 de abril de 1977 estableció el cambio de nombre y estructura del grupo mediático, pasando a constituir un organismo autónomo estatal denominado «Medios de Comunicación Social del Estado». Este organismo, que dependía orgánicamente del Ministerio de Cultura, continuaría existiendo hasta su desaparición en 1982-1984. En el momento de constituirse el organismo, este estaba compuesto por 35 periódicos, la agencia de información Pyresa, 43 emisoras de radio y una productora de radio. Posteriormente se añadiría el diario Pueblo al organismo, aunque como una unidad diferenciada. En estos años el Estado procedió en unos casos al cierre de numerosos diarios que eran deficitarios, mientras que en otros casos procedió a la privatización de algunas cabeceras mediante subasta pública. Esto supuso en la práctica el desmantelamiento y la supresión de la antigua Prensa del Movimiento, constituyendo un hecho trascendental para el ámbito periodístico español.

## Publicaciones

### Red de periódicos
| Medio                | Sede                                         | Creación o adquisición   | Desaparición             | Notas                                                     |
| -------------------- | -------------------------------------------- | ------------------------ | ------------------------ | --------------------------------------------------------- |
| Alerta               | Santander                                    | 1 de septiembre de 1937  | —                        | Vendido en subasta pública (1984).                        |
| Amanecer             | Zaragoza                                     | 11 de agosto de 1936     | 17 de junio de 1979      |                                                           |
| Arriba               | Madrid                                       | 29 de marzo de 1939      | 16 de junio de 1979      |                                                           |
| Arriba España        | Pamplona (Navarra)                           | 1 de agosto de 1936      | 1 de julio de 1975       |                                                           |
| Baleares             | Palma de Mallorca (Baleares)                 | 13 de junio de 1939      | —                        | Vendido en subasta pública (1983).                        |
| Córdoba              | Córdoba                                      | 25 de julio de 1941      | —                        | Vendido en subasta pública (1984).                        |
| Diario de Cuenca     | Cuenca                                       | 4 de junio de 1942       | 29 de abril de 1984      |                                                           |
| Diario Español       | Tarragona                                    | 17 de enero de 1939      | 15 de mayo de 1984       | Transformado en Diari de Tarragona                        |
| Ébano                | Santa Isabel, Fernando Poo (Guinea Española) | noviembre de 1939        | —                        | Guinea Ecuatorial se independiza el 12 de octubre de 1968 |
| El Eco de Canarias   | Las Palmas de Gran Canaria                   | 23 de junio de 1963      | 13 de febrero de 1983    | Parte de su maquinaria se transfiere a Ébano              |
| El Correo de Zamora  | Zamora                                       | 11 de junio de 1963      | —                        | Vendido en subasta pública (1984).                        |
| El Pueblo Gallego    | Vigo (Pontevedra)                            | 10 de enero de 1937      | 17 de junio de 1979      |                                                           |
| Falange              | Las Palmas de Gran Canaria                   | 7 de diciembre de 1936   | 22 de junio de 1963      | Transformado en El Eco de Canarias                        |
| F.E.                 | Sevilla                                      | 1 de septiembre de 1936  | 16 de junio de 1946      |                                                           |
| La Gaceta Regional   | Salamanca                                    | c. 1956                  | —                        | Vendido en subasta pública (1984).                        |
| Hierro               | Bilbao (Vizcaya)                             | 5 de julio de 1937       | 14 de febrero de 1983    |                                                           |
| Imperio              | Zamora                                       | 29 de octubre de 1936    | 9 de junio de 1963       | Se fusiona con El Correo de Zamora                        |
| Información          | Alicante                                     | 18 de julio de 1941      | —                        | Vendido en subasta pública (1984).                        |
| Jaén                 | Jaén                                         | 1 de abril de 1941       | —                        | Vendido en subasta pública (1984).                        |
| Jornada              | Valencia                                     | 4 de octubre de 1941     | 30 de septiembre de 1975 |                                                           |
| La Mañana            | Lérida                                       | 20 de diciembre de 1938  | 27 de julio de 1984      |                                                           |
| La Nueva España      | Oviedo                                       | 19 de diciembre de 1936  | —                        | Vendido en subasta pública (1984).                        |
| La Prensa            | Barcelona                                    | 28 de mayo de 1941       | 16 de junio de 1979      |                                                           |
| La Tarde             | Málaga                                       | 1937/1940                | 30 de septiembre de 1975 |                                                           |
| La Voz de Castilla   | Burgos                                       | 1 de septiembre de 1945  | 24 de enero de 1976      |                                                           |
| La Voz de España     | San Sebastián (Guipúzcoa)                    | 2 de junio de 1937       | 17 de febrero de 1980    |                                                           |
| La Voz del Sur       | Jerez de la Frontera (Cádiz)                 | 1 de noviembre de 1963   | 31 de marzo de 1984      |                                                           |
| Levante              | Valencia                                     | 10 de abril de 1939      | —                        | Vendido en subasta pública (1983).                        |
| Libertad             | Valladolid                                   | 21 de agosto de 1938     | c. 1979                  |                                                           |
| Línea                | Murcia                                       | 29 de marzo de 1939      | 12 de febrero de 1983    |                                                           |
| Los Sitios           | Gerona                                       | 1 de enero de 1943       | —                        | Vendido en subasta pública (1979).                        |
| Lucha                | Teruel                                       | 1936/1942                | c. 1980                  |                                                           |
| Marca                | Madrid                                       | 25 de noviembre de 1942  | —                        | Vendido en subasta pública (1984).                        |
| Mediterráneo         | Castellón de la Plana                        | 14 de junio de 1938      | —                        | Vendido en subasta pública (1984).                        |
| Nueva España         | Huesca                                       | 30 de noviembre de 1936  | 21 de febrero de 1984    | Transformado en Diario del Altoaragón.                    |
| Odiel                | Huelva                                       | 1 de agosto de 1937      | 29 de abril de 1984      |                                                           |
| Patria               | Granada                                      | 1937/1939                | 14 de febrero de 1983    |                                                           |
| Proa                 | León                                         | 10 de noviembre de 1936  | 16 de mayo de 1984       |                                                           |
| Pueblo               | Madrid                                       | 17 de junio de 1940      | 17 de mayo de 1984       |                                                           |
| Sevilla              | Sevilla                                      | 16 de marzo de 1942      | 26 de junio de 1976      | Transformado en Suroeste                                  |
| Suroeste             | Sevilla                                      | 29 de junio de 1976      | 13 de febrero de 1983    |                                                           |
| Solidaridad Nacional | Barcelona                                    | 14 de febrero de 1939    | 16 de junio de 1979      |                                                           |
| Sur                  | Málaga                                       | 10 de febrero de 1937    | —                        | Vendido en subasta pública (1984).                        |
| Unidad               | San Sebastián (Guipúzcoa)                    | 16 de septiembre de 1936 | 17 de febrero de 1980    |                                                           |
| Voluntad             | Gijón (Oviedo)                               | 3 de noviembre de 1937   | 31 de agosto de 1975     |                                                           |
| Yugo                 | Almería                                      | 30 de marzo de 1939      | —                        | Vendido en subasta pública (1984).                        |

### Otras publicaciones

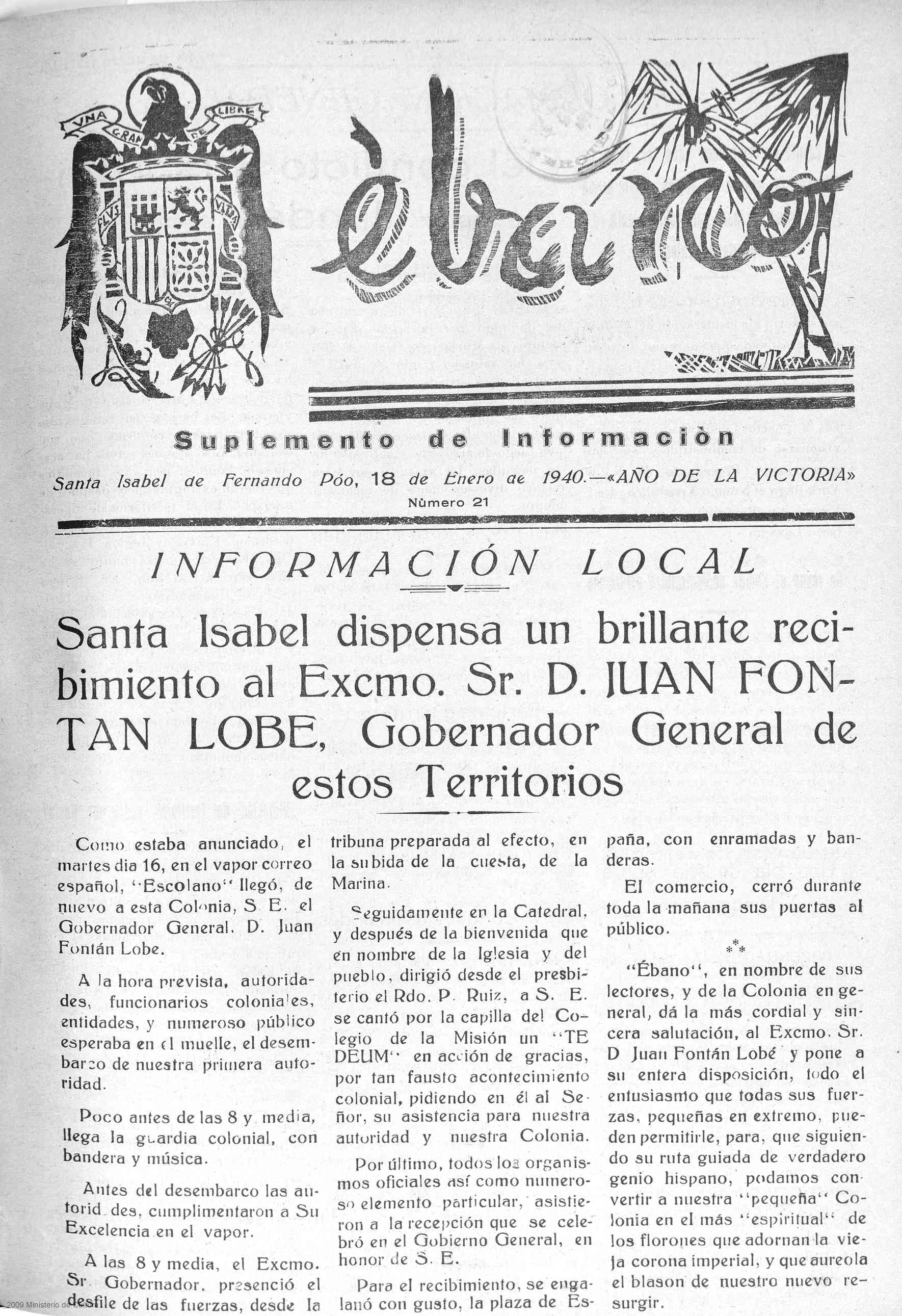
Cabecera de Ébano en 1940.

En los territorios españoles de África la red de prensa del Movimiento también dispuso de varias publicaciones bajo su control. Entre otros, destacaron El Telegrama del Rif en Melilla, La Realidad en El Aaiún, o el Ébano en Santa Isabel de Fernando Póo. Tras la independencia de Marruecos El Telegrama del Rif fue renombrado como El Telegrama de Melilla y fue uno de los pocos diarios que en la década de 1980 no salió en subasta pública junto a los demás del grupo periodístico.
En otro orden, la cadena de prensa editó un buen número de revistas, de entre las cuales destacaron: 7 Fechas, Fotos, Vértice, Haz, Escorial, Maravillas, El Ruedo, Primer Plano, Sucedió, Flechas y Pelayos, etc. También editaba cinco noticieros semanales/periódicos y otras publicaciones como Fénix, Así es, El Boletín de Prensa Extranjera o el reconocido semanario El Español. Estas últimas publicaciones eran distribuidas por la Sección de Ediciones del Movimiento.